# Stiftung Deutscher Pferdesport
Die Stiftung Deutscher Pferdesport  dient der Förderung von Spitzenleistungen im Pferdesport. Sie hat ihren Sitz in Warendorf.

## Geschichte
Am 22. März 2013 wurde die Stiftung Deutscher Pferdesport gegründet.  Etwa 20 Mäzene haben das Stiftungskapital zur Verfügung gestellt.  Die Stiftung Deutscher Pferdesport wurde als selbstständige rechtsfähige Stiftung bürgerlichen Rechts errichtet und ist als solche fördernd tätig. Im Rahmen der Gründungsversammlung wurde der Düsseldorfer Industrielle Jürgen Thumann zum ersten Vorstandsvorsitzenden der Stiftung gewählt.
Seit 2017 ist Jochen Kienbaum der neue erste Vorstandsvorsitzende der Stiftung Deutscher Pferdesport.

## Förderung
Die Stiftung Deutscher Pferdesport soll  dazu beitragen, dass durch sportliche Erfolge bei internationalen Meisterschaften und den Olympischen Spielen Deutschland weiterhin als große und erfolgreiche (Pferde-)Sportnation wahrgenommen wird. Gefördert werden erfolgreiche Pferdesportler sowie hochtalentierte Pferde und Trainer in den Disziplinen Para-Equestrian, Springen, Dressur, Vielseitigkeit, Fahren, Voltigieren und Distanzreiten. Die Förderung des Nachwuchses und seine Heranführung an den Spitzensport spielt eine   Rolle. In den folgenden Bereichen möchte die Stiftung unterstützen:
- Nachwuchsgewinnung und Nachwuchsförderung,
- Athletenbetreuung,
- Zusammenarbeit mit wissenschaftlichen Institutionen,
- die Aus- und Weiterbildung eines professionellen Trainerstabs,
- die Beschickung der Mannschaften zu Championaten und Nationenpreiseinsätzen,
- Pferdeanbindung,
- die Schaffung von geeigneten Trainingsbedingungen
- und auch die Vermittlung von Werten zur Imageverbesserung des Pferdesports.

## Struktur
Die Stiftung setzt sich aus dem Stifterforum, dem Vorstand, dem Kuratorium und dem Stiftungsrat zusammen. Das Stifterforum wird aus den Gründungstiftern gebildet, Zustifter können hinzukommen. Der Stiftungsrat überwacht als unabhängiges Kontrollorgan die Arbeit des Vorstandes und die Beachtung des Stifterwillens. Er wählt darüber hinaus 3 Vertreter für den Vorstand. Zudem gehören der jeweilige Präsident der Deutschen Reiterlichen Vereinigung e.V. (FN), der FN-Finanzkurator und der Vertreter des Ressorts Spitzensport des FN-Präsidiums dem Vorstand der Stiftung an. Dem Vorstand steht beratend das Stiftungskuratorium zur Seite, dessen Hauptaufgabe darin liegt, den Stiftungsgedanken in die Öffentlichkeit zu tragen. Prominentestes Mitglied ist Ursula von der Leyen, Bundesministerin für Arbeit und Soziales und dem Pferd von Kindheit an eng verbunden.